# Topole (Niewodnica Kościelna)

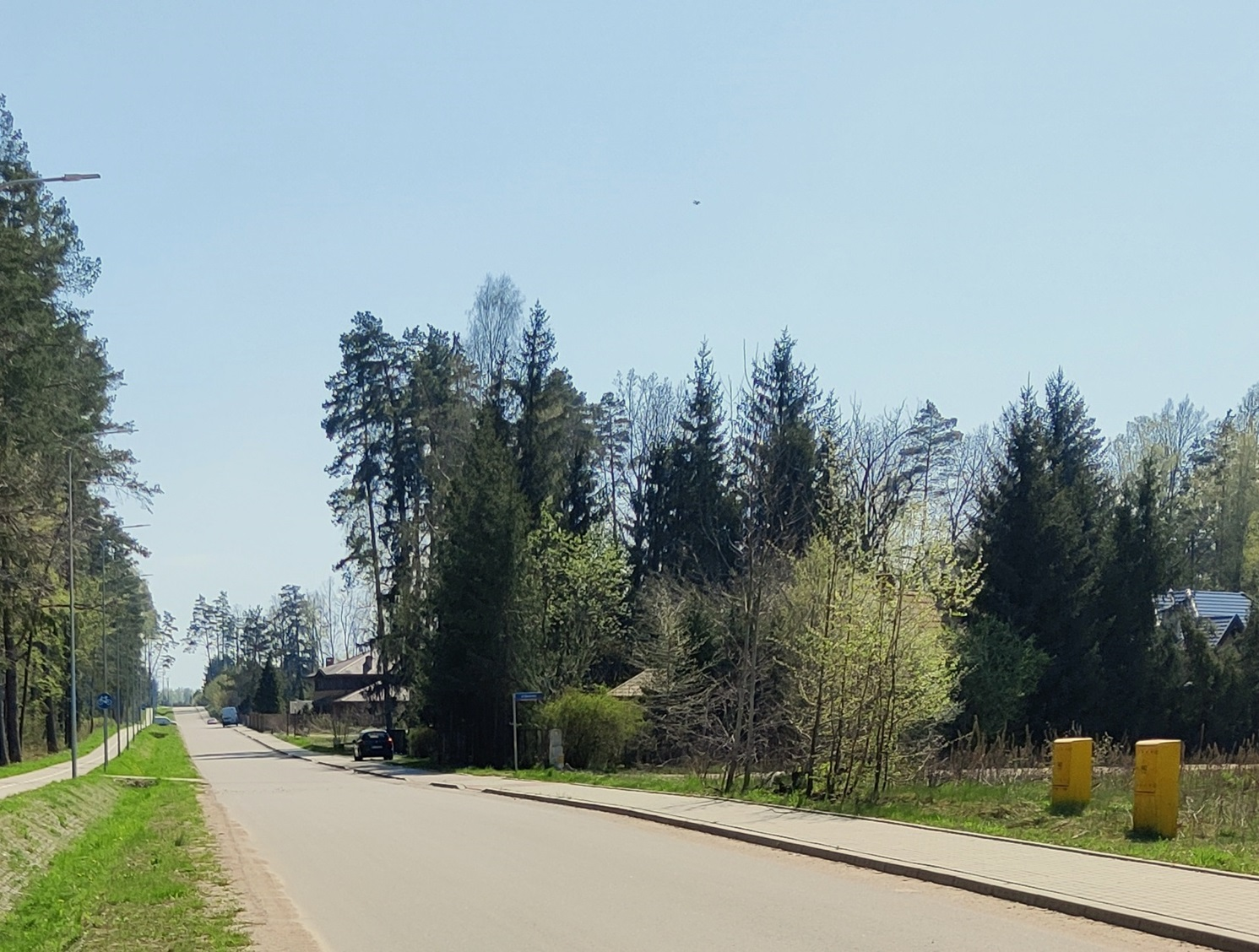
Topole po rekonstrukcji ulicy. Zdjęcie z 2023 roku

Topole – obecnie część wsi Niewodnica Kościelna w powiecie białostockim.

## Historia
Topole były osadą młyńsko-karczemną i jako część majątku Markowszczyzna należały najpierw do Koryckich, a od początku XIX wieku, aż do 1923 roku do Łyszczyńskich.
W 1856 Michał syn Ambrożego Łyszczyński przeniósł z Markowszczyzny do Topól fabrykę kortów sukiennych.
Nad groblą przez rzekę Niewodnicę, koło mostu, usytuowany był stary młyn przerobiony na folusz. Dalej były zabudowania tkalni.
Po śmierci Michała Łyszczyńskiego majątek stał się własnością jego brata Stanisława, a potem bratanka Witolda Józefa Łyszczyńskiego, syna Stanisława. Po jego śmierci w 1907 majątek przeszedł w ręce Witolda Stanisława Łyszczyńskiego. Witold, mieszkający w Warszawie, zmarł w 1920. Drogą spadku majątek przeszedł na własność jego siostry zamężnej z adwokatem Stanisławem Hryniewiczem, który następnie sprzedał majątek księdzu Cyprianowi Łazowskiemu z Jasionówki. Później fabrykę kortów w Topolach nabył dotychczasowy dzierżawca Jankowski. Był on właścicielem do 1939.
W osadzie od dawnych czasów, aż do roku 1939 mieszkały tylko 2-3 rodziny.